# 牛蔚
牛蔚（?—?），字大章，唐朝安定鹑觚（今甘肃灵台县）人，牛僧孺的儿子，牛藂的哥哥。
牛蔚十五岁应两经举。太和九年（835年），再登进士第。三府辟署为从事，入朝为监察御史。大中初年，为右补阙，多次陈奏章疏，指斥时病。唐宣宗高兴地说：“牛氏子有父风，差慰人意。”改任司门员外郎，出为金州刺史，入拜礼部郎中、吏部郎中。以祭祀事按礼执行，吏部司所掌班列，有人恃权越职，牛蔚上奏纠正，被当权者所忌，贬为国子博士，分司东都。一个月后，权臣罢免，再被征为吏部郎中，兼史馆修撰，升任左谏议大夫。咸通年间，为给事中，延英谢恩之日，唐懿宗面赐金紫。牛蔚封驳不避讳，被皇帝嘉赏。一年后，升任户部侍郎，袭封奇章侯，以公事免官。当年恢复本官，乾符元年（874年）十二月，权知工部尚书牛蔚为礼部尚书，转任刑部尚书。后来出任检校兵部尚书、兴元尹、山南西道节度使。在镇三年，奏杜让能为节度判官。当时宦官用事，急于贿赂。徐州用兵，神策中尉暗示藩镇贡奉助军，牛蔚搜集完军府的三万端匹，随表进献。宦官大怒，以神策将吴行鲁接替他。黄巢入京师，其子牛徽护送他从京师逃到山南，山南吏民争相迎候。上奏请告老，以尚书左仆射致仕。去世后，赠太尉。

## 子孙
- 牛微，字深之
- 牛循，字晦之
  - 牛希逸，字景華
- 牛徽，字勛美，官至太子賓客、奇章男